# Municipio de East Clay A
El municipio de East Clay A (en inglés: East Clay A Township) es un municipio ubicado en el condado de Greene en el estado estadounidense de Misuri. En el año 2010 tenía una población de 1082 habitantes y una densidad poblacional de 161,49 personas por km².

## Geografía
El municipio de East Clay A se encuentra ubicado en las coordenadas 37°6′23″N 93°14′38″O / 37.10639, -93.24389. Según la Oficina del Censo de los Estados Unidos, el municipio tiene una superficie total de 6.7 km², de la cual 6,7 km² corresponden a tierra firme y (0 %) 0 km² es agua.

## Demografía
Según el censo de 2010, había 1082 personas residiendo en el municipio de East Clay A. La densidad de población era de 161,49 hab./km². De los 1082 habitantes, el municipio de East Clay A estaba compuesto por el 96,58 % blancos, el 0,28 % eran afroamericanos, el 0,37 % eran amerindios, el 0,46 % eran asiáticos, el 1,2 % eran de otras razas y el 1,11 % eran de una mezcla de razas. Del total de la población el 2,22 % eran hispanos o latinos de cualquier raza.